# 장성군수
장성군수는 전라남도 장성군의 군수이다.

## 역대 장성군수
| 대수     | 군수   | 임기                                | 비고              |
| -------- | ------ | ----------------------------------- | ----------------- |
| 초대     | 하현종 | 1949년 11월 3일 ~ 1950년 9월 28일   | 전라남도 장성군수 |
| 2대      | 김기창 | 1950년 12월 25일 ~ 1952년 2월 20일  | 전라남도 장성군수 |
| 3대      | 박두옥 | 1952년 2월 21일 ~ 1953년 12월 27일  | 전라남도 장성군수 |
| 4대      | 유수현 | 1953년 12월 28일 ~ 1955년 8월 3일   | 전라남도 장성군수 |
| 5대      | 한창석 | 1955년 8월 4일 ~ 1957년 4월 1일     | 전라남도 장성군수 |
| 6대      | 박종환 | 1957년 4월 2일 ~ 1958년 11월 3일    | 전라남도 장성군수 |
| 7대      | 박기옥 | 1958년 11월 7일 ~ 1960년 2월 7일    | 전라남도 장성군수 |
| 8대      | 이해영 | 1960년 2월 8일 ~ 1960년 5월 22일    | 전라남도 장성군수 |
| 9대      | 이시형 | 1960년 5월 23일 ~ 1960년 10월 31일  | 전라남도 장성군수 |
| 10대     | 김남권 | 1960년 12월 8일 ~ 1961년 10월 30일  | 전라남도 장성군수 |
| 11대     | 김성열 | 1961년 10월 31일 ~ 1962년 11월 6일  | 전라남도 장성군수 |
| 12대     | 김재호 | 1962년 11월 7일 ~ 1964년 6월 22일   | 전라남도 장성군수 |
| 13대     | 김남섭 | 1964년 6월 23일 ~ 1968년 1월 1일    | 전라남도 장성군수 |
| 14대     | 양재범 | 1968년 1월 5일 ~ 1970년 3월 2일     | 전라남도 장성군수 |
| 15대     | 송언종 | 1970년 3월 3일 ~ 1971년 8월 20일    | 전라남도 장성군수 |
| 16대     | 송인섭 | 1971년 8월 31일 ~ 1973년 2월 6일    | 전라남도 장성군수 |
| 17대     | 김연수 | 1973년 2월 7일 ~ 1974년 1월 24일    | 전라남도 장성군수 |
| 18대     | 김세장 | 1974년 1월 25일 ~ 1975년 9월 2일    | 전라남도 장성군수 |
| 19대     | 오경석 | 1975년 9월 3일 ~ 1977년 2월 17일    | 전라남도 장성군수 |
| 20대     | 백주원 | 1977년 2월 18일 ~ 1979년 10월 26일  | 전라남도 장성군수 |
| 21대     | 강영기 | 1979년 10월 27일 ~ 1980년 9월 1일   | 전라남도 장성군수 |
| 22대     | 안재호 | 1980년 9월 2일 ~ 1982년 4월 13일    | 전라남도 장성군수 |
| 23대     | 김재웅 | 1982년 4월 14일 ~ 1983년 4월 12일   | 전라남도 장성군수 |
| 24대     | 김옥현 | 1983년 4월 13일 ~ 1985년 5월 4일    | 전라남도 장성군수 |
| 25대     | 조영택 | 1985년 5월 6일 ~ 1986년 11월 1일    | 전라남도 장성군수 |
| 26대     | 문덕형 | 1986년 11월 2일 ~ 1988년 2월 11일   | 전라남도 장성군수 |
| 27대     | 조향규 | 1988년 2월 12일 ~ 1989년 12월 26일  | 전라남도 장성군수 |
| 28대     | 고경주 | 1989년 12월 27일 ~ 1992년 1월 4일   | 전라남도 장성군수 |
| 29대     | 이광수 | 1992년 1월 5일 ~ 1993년 3월 28일    | 전라남도 장성군수 |
| 30대     | 박래관 | 1993년 3월 29일 ~ 1994년 2월 25일   | 전라남도 장성군수 |
| 31대     | 김정환 | 1994년 2월 26일 ~ 1995년 6월 30일   | 전라남도 장성군수 |
| 32대     | 김흥식 | 1995년 7월 1일 ~ 1998년 6월 30일    | 민선1기           |
| 33대     | 김흥식 | 1998년 7월 1일 ~ 2002년 6월 30일    | 민선2기           |
| 34대     | 김흥식 | 2002년 7월 1일 ~ 2006년 6월 30일    | 민선3기           |
| 35대     | 유두석 | 2006년 7월 1일 ~ 2007년 10월 25일   | 민선4기           |
| 직무대리 | 김용우 | 2007년 10월 26일 ~ 2007년 12월 19일 | 민선4기           |
| 36대     | 이 청  | 2007년 12월 20일 ~ 2010년 6월 30일  | 민선4기           |
| 37대     | 김양수 | 2010년 7월 1일 ~ 2014년 6월 30일    | 민선5기           |
| 38대     | 유두석 | 2014년 7월 1일 ~ 2018년 6월 30일    | 민선6기           |
| 39대     | 유두석 | 2018년 7월 1일 ~ 2022년 6월 30일    | 민선7기           |

## 같이 보기
- 장성군수 선거